# 10508 Haughey
10508 Haughey este o planetă minoră (asteroid), cu un diametru de 6,657 km, din centura de asteroizi. A fost descoperită pe 1 septembrie 1988 la Observatorul La Silla de Henri Debehogne. 
Obiectul prezintă o orbită caracterizată de o semiaxă mare de 2,4825589 UAi, o excentricitate de 0,19, o înclinație de 2,64679 ° în raport cu ecliptica.